# Zhaishi Miaozu Dongzuxiang
Zhaishi Miaozu Dongzuxiang är en ort i Kina. Den ligger i provinsen Hunan, i den södra delen av landet, omkring 340 kilometer sydväst om provinshuvudstaden Changsha. Antalet invånare är 3 750.
Runt Zhaishi Miaozu Dongzuxiang är det ganska tätbefolkat, med 104 invånare per kvadratkilometer. Zhaishi Miaozu Dongzuxiang är det största samhället i trakten. I omgivningarna runt Zhaishi Miaozu Dongzuxiang växer i huvudsak blandskog.
Genomsnittlig årsnederbörd är 1 831 millimeter. Den regnigaste månaden är juni, med i genomsnitt 271 mm nederbörd, och den torraste är december, med 64 mm nederbörd.